# Dita von Teese
Dita von Teese, pseudonimo di Heather Renée Sweet (Rochester, 28 settembre 1972), è una modella, showgirl e ballerina statunitense del burlesque, specializzata in performance fetish softcore.
Definita The Queen of Neo Burlesque, è nota per aver riportato in auge il genere del burlesque negli anni duemila. Ha scelto il nome d'arte Dita per omaggiare l'attrice tedesca degli anni venti Dita Parlo, mentre il cognome Von Teese le è stato dato dalla rivista Playboy nel 2002, in quanto necessitava di un cognome per apparire in copertina ed aveva scelto dall'elenco telefonico il cognome "Von Treese", ma per errore venne stampato "Von Teese", cognome che poi l'artista ha deciso di mantenere.

## Biografia

### Primi anni
Nata a Rochester, nel Michigan, da una famiglia di origini inglesi, scozzesi, armene e tedesche, figlia di un'estetista e di un operaio, sviluppa fin da piccola una particolare passione, influenzata dalla madre, per il cinema e i musical in Technicolor degli anni quaranta. Affascinata dalla Old Hollywood, Dita inizia a immedesimarsi nelle sue dive preferite facendo spesso uso di abbigliamento retró. Iniziò a praticare danza classica, e la sua prima aspirazione fu quella di diventare ballerina. In seguito si servirà di questa preparazione nei suoi spettacoli di genere burlesque, ballando en pointe.
A dodici anni si trasferì nella contea di Orange, in California, con i genitori e le due sorelle. Da adolescente, la madre la portò a comprare il suo primo reggiseno, di semplice cotone bianco, e le diede un uovo di plastica contenente dei collant color carne. Incredibilmente delusa, iniziò a pensare di trovarsi un lavoro per poter comprare la lingerie che sognava: vestiti con merletti e calze simili a quelle indossati dalle sue attrici preferite e nelle riviste di Playboy del padre.
A quindici anni iniziò a lavorare in un negozio di biancheria intima come commessa. Il lavoro le dara' la possibilita' di comprarsi tutti gli indumenti da lei desiderati. La passione per i vestiti vintage la porta a specializzarsi al college in storia della moda. Abbandonata l'idea di diventare una ballerina, Dita voleva diventare costumista per spettacoli e cinema.

### Anni novanta
La sua carriera come stripper iniziò in un locale di spogliarello, a diciannove anni, dove si distinse per classe e originalità. Amava creare numeri ispirandosi allo stile degli anni quaranta che ammirava particolarmente: capelli acconciati ad alveare, guanti fino al gomito, corsetti e giarrettiere; ciò confondeva e affascinava la clientela. Ad inizio carriera partecipò ad alcuni film softcore, come Romancing Sara e Matter of Trust (con lo pseudonimo di Heather Sweet), oltre a due film hardcore a tematica lesbo/fetish diretti da Andrew Blake (Pin Ups 2 e Decadence).
Se l'eleganza delle sue performance traggono spunto da bellezze d'epoca come Gypsy Rose Lee e Betty Grable, la sua immagine è dichiaratamente ispirata a Bettie Page. I suoi capelli biondi e i lineamenti graziosi contrastavano con l'immagine di se che avrebbe voluto creare; si tinse i capelli di nero corvino, si scurì le sopracciglia mantenendo la pelle molto pallida e iniziò a usare makeup vintage.
Dita, spicca tra tante e inizia a lavorare come modella per riviste di genere fetish. In poco tempo Dita diventa una delle muse ispiratrici di molti artisti, tra cui Christian Louboutin, che rimane suo amico e collaboratore disegnando e personalizzando le scarpe per ogni suo spettacolo.

### Anni duemila

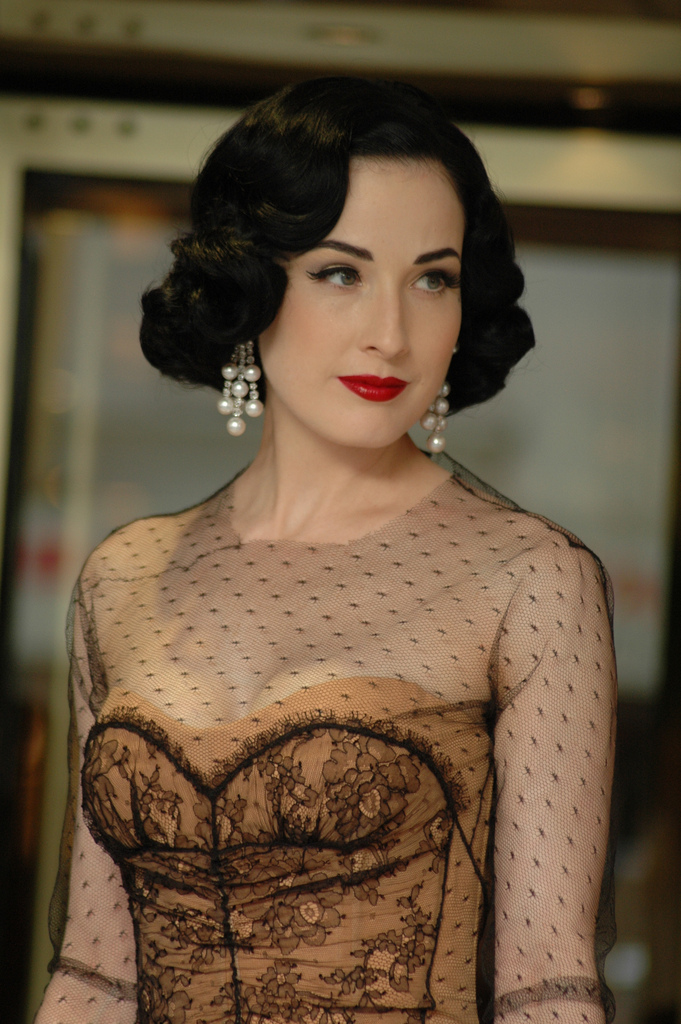
Dita von Teese nel 2007

Nel 1999, nel 2001 e nel dicembre 2002 ha posato per la rivista statunitense Playboy che la rende nota in tutti gli Stati Uniti. È anche apparsa sulle copertine di Marquis e Bizarre, le più grandi e famose riviste di genere fetish. Nel 2005 ha posato per la campagna di Vivienne Westwood insieme al marito Marilyn Manson; ha sfilato per Moschino e Jean-Paul Gaultier ed ha fatto da testimonial per i brand di lingerie Agent Provocateur e Frederick's of Hollywood. Nel 2006 ha pubblicato un album fotografico a "doppia faccia" intitolato Burlesque and the Art of the Teese / Fetish and the Art of the Teese.
Dita si esibisce in locali e per eventi del tutto esclusivi, come ai Fashion Week's Party delle più grandi città, e al Crazy Horse di Parigi e di Las Vegas. Durante il Festival di Cannes 2007 ha preso parte al gala di beneficenza per la lotta contro l'AIDS (Amfar's Cinema Against Aids), esibendosi nel lipteese, uno strip a cavallo di un rossetto gigante firmato MAC Cosmetics.
Nel 2008 ha creato per Wonderbra una linea d'intimo ispirata a se stessa e alla sua passione per gli anni quaranta-cinquanta. Sempre nel 2008 è diventata testimonial per Cointreau, che le dedicherà il CointreauTeese, un cocktail personalizzato alle note di violetta. È stata testimonial per Altoids.

A maggio 2009 si esibisce all'Eurovision Song Contest a Mosca durante la performance della Germania. Nel febbraio 2010 è stata ospite al Festival di Sanremo condotto da Antonella Clerici; per l'occasione si presenta sul palco indossando nient'altro che diamanti, per un valore di 2,5 milioni di dollari. Nel 2011 è stata testimonial dell'acqua minerale Perrier.

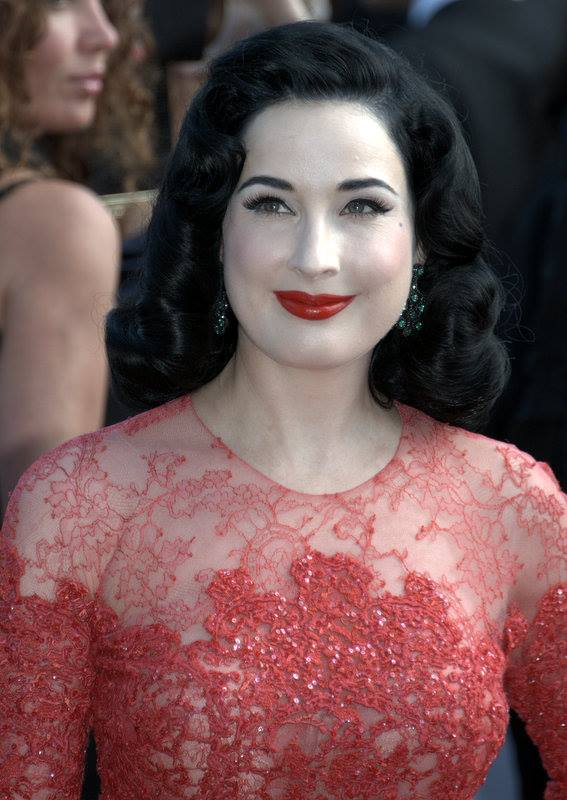
Dita von Teese al Festival di Cannes 2013

A gennaio 2013 prende parte al video musicale Disintegration prodotto dal duo elettronico Monarchy e diretto dal regista Roy Raz, ad aprile 2013 a quello di Up in the Air dei Thirty Seconds to Mars e l'anno seguente a quello di Ugly Boy, de Die Antwoord.

## Vita privata
Dita von Teese è divenuta nota anche per la sua relazione sentimentale con la rockstar Marilyn Manson durata dal 2000 al 2007, che ha ispirato al cantante l'album The Golden Age of Grotesque. Sposati il 28 novembre 2005, il loro matrimonio si è concluso agli inizi del 2007. Il matrimonio, officiato dal regista Alejandro Jodorowsky, si svolse in perfetto stile gotico e abiti ottocenteschi in un castello della contea di Tipperary, in Irlanda.
Nel 2010 a proposito delle sue relazioni Dita von Teese ha dichiarato, in un'intervista rilasciata all'edizione italiana di Playboy n. 14 dell'aprile 2010:

## Filmografia parziale

### Cinema
- Romancing Sara, regia di Lawrence Lanoff (1995)
- Una situazione difficile (Matter of Trust), regia di Joey Travolta (1998)
- Pin-Ups 2, regia di Andrew Blake (1999) - direct-to-video
- Dita in Distress, regia di Christina Faust (1999)
- Decadence, regia di Andrew Blake (2000) - direct-to-video
- Tickle Party: Volume 2 (2001) - direct-to-video
- Slick City: The Adventures of Lela Devin, regia di John Fitzgerald (2001) - direct-to-video
- Transparent Dreams (2001) - direct-to-video
- Bound in Stockings (2002) - direct-to-video
- Naked and Helpless (2002) - direct-to-video
- Blooming Dahlia, regia di K.J. Kleefeld (2004) - cortometraggio
- The Death of Salvador Dali, regia di Delaney Bishop (2005) - cortometraggio
- High on Heels, regia di Peter W. Czernich (2007) - direct-to-video
- Madame morte (Saint Francis), regia di Ezra Gould (2007)
- Dita Behind Closed Doors (2008) - direct-to-video
- Dita Fetish Goddess (2008) - direct-to-video
- Fetish In Paradise: Kink In The Caribbean (2008) - direct-to-video
- Dita In Rubber (2010) - direct-to-video
- Vintage Dita (2010) - direct-to-video
- DitArielle, regia di Ali Mahdavi (2014) - cortometraggio
- How To Be Sexy, regia di Courtney Davis (2015) - cortometraggio direct-to-video
- A Morning with Dita Von Teese, regia di Sophie Edelstein (2016) - cortometraggio
- Don't Worry Darling, regia di Olivia Wilde (2022)

### Televisione
- CSI - Scena del crimine - serie TV, episodio 11x12 (2011)
- Le curiose creazioni di Christine McConnell - serie TV, episodi 1x03, 1x04, 1x06 (2018)

### Videoclip
- Green Day - Redundant, regia di Mark Kohr (1998)
- Marilyn Manson - mOBSCENE, regia di Thomas Kloss e Marilyn Manson (2003)
- Thirty Seconds to Mars - Up in the air, regia di Bartholomew Cubbins (2013)
- Die Antwoord - Ugly Boy, regia di Ninja (2014)
- Blue Eyed Christ - Freakshow, regia di Eric Zimmerman (2014)
- Taylor Swift - Bejeweled, regia di Taylor Swift (2022)

## Discografia

### Album in studio
- 2018 - Dita Von Teese